# Spoorlijn Lidköping - Stenstorp
De Spoorlijn Lidköping - Stenstorp is een Zweedse spoorlijn van de voormalige spoorwegmaatschappij Lidköping - Skara - Stenstorps Järnväg (LSSJ) gelegen in de provincie Västra Götalands län.

## Geschiedenis
Wanneer Västra stambanan in de jaren 1850 Skaraborgs län bereikte waren er belangrijke verschuivingen in het van vracht- en passagiersvervoer. De steden die niet aan de Västra stambanan kwamen te liggen snel waren genoodzaakt om aansluitende trajecten aan te leggen.
De Lidköping - Skara - Stenstorps Järnvägsaktiebolag (LSSJ) werd op 30 april 1872 opgericht. De concessie voor het traject tussen Lidköping - Skara - Stenstorp werd verleend op 4 oktober 1872.
Zowel de LSSJ als de Håkantorp - Lidköping Järnväg (HSJ) deden een concessieaanvraag met een spoorbreedte van 802 mm. Naar aanleiding van een voorstel door Harald Asplund en in overleg met HSJ werd besloten om de spoorbreedte van 802 mm te wijzigen in 891 mm.
Het traject werd op 19 november 1874 geopend.

## Sluiting
- Het personenvervoer en het goederenvervoer op het traject tussen Axvall en Stenstorp werd op 28 mei 1961 gesloten.
- Het personenvervoer en het goederenvervoer op het traject tussen Skara en Axvall werd op 1 september 1961 gesloten.
- Het personenvervoer op het traject tussen Lidköping en Skara werd op 1 september 1961 gesloten.
- Het goederenvervoer op het traject tussen Lidköping en Skara werd in 1966 gesloten.

### Opgebroken
- Het traject Axvall - Stenstorp werd in 1962 opgebroken.
- Het traject Skara - Axvall werd in 1967 opgebroken.
- Het traject Lidköping - Skara werd in 1969 opgebroken.

## Aansluitingen
In de volgende plaatsen was of is er een aansluiting van de volgende spoorwegmaatschappijen:

### Lidköping
- Lidköping - Skara - Stenstorps Järnväg (LSSJ) spoorlijn tussen Lidköping - Skara - Stenstorp
- Kinnekulle - Lidköpings Järnväg (KiLJ) spoorlijn tussen Forshem en Lidköping
- Lidköping Järnväg (LJ) spoorlijn tussen Lidköping en Tun
- Håkantorp - Lidköpings Järnväg (HLJ) spoorlijn tussen Håkantorp en Lidköping
  - Kinnekullebanan spoorlijn tussen Håkantorp en Mariestad naar Gårdsjö

### Skara
- Västergötland - Göteborgs Järnvägar (VGJ) spoorlijn tussen Göteborg over Vara en Skara naar Gullspång/Gårdsjö
- Skara - Timmersdala Järnväg (STJ) spoorlijn tussen Skara en Timmersdala
- Skövde - Axvalls Järnväg (SAJ) spoorlijn tussen Skövde en Axvall aansluitend op de spoorlijn van de (LSSJ) naar Skara
- Lidköping - Skara - Stenstorps Järnväg (LSSJ) spoorlijn tussen Lidköping en Skara naar Stenstorp
- Skara - Kinnekulle - Vänerns Järnväg (SKWJ) spoorlijn tussen Skara en Hönsäters
- Skara - Lundsbrunns Järnvägar museumspoorlijn tussen Skara en Lundsbrunns

### Stenstorp
- Västra stambanan spoorlijn tussen Stockholm C en Göteborg C
- Lidköping - Skara - Stenstorps Järnväg (LSSJ) spoorlijn tussen Lidköping en Skara naar Stenstorp
- Hjo - Stenstorps Järnväg (HSJ) spoorlijn tussen Stenstorp en Stenstorp en Svensbro naar Hjo en naar Tidaholm
  - Statsbanan Stenstorp - Karlsborg spoorlijn tussen Stenstorp en Svensbro naar Hjo en naar Tidaholm

## Genationaliseerd
In mei 1939 nam het parlement een besluit aan om het Zweedse spoorwegnet op een economische wijze te exploiteren. Het nationalisatie kabinet benoemde de Koninklijke Järnvägsstyrelsens raad die door vrijwillige onderhandelingen met de individuele spoorwegmaatschappijen over de aankoop van het spoorwegbedrijf zou voeren.
In de Jaarlijkse Algemene Vergadering op 16 februari 1948 werd de ontwerpovereenkomst voor de verkoop van de VGJ, LSSJ, MMJ, TNJ en STJ aan de staat behandeld.
De VGJ, LSSJ, MMJ, TNJ en STJ werd op 1 juli 1948 door de staat genationaliseerd en de bedrijfsvoering over gedragen aan de SJ en behield zijn hoofdkantoor in Skara.